# 今天
『今天』 (こんてん、拼音: jīn tiān、英語: Today) は、中国の文芸誌。創刊は1978年で、1950年以降の中華人民共和国で初の非公認文芸誌である。1980年に発禁となるまで9号を刊行した。1990年に復刊されている。

## 概要
『今天』は1978年に芒克、北島 (ベイダオ) らにより創刊され、北京の民主の壁とその周辺に貼りだされた。誌名の「今天」は「ただ今現在」という意味で、発刊の辞に「過去はすでに去った。未来はまだはるか彼方である。われわれにとっては今日が、ただこの今があるだけなのだ！」とあるとおり、発刊に集った詩人たちの文学的立場の表明である。それは朦朧詩人と呼ばれるグループが初めて表舞台に登場したもので、北島、多多、舒婷、楊煉などの詩人の作品が掲載された。同誌は9号まで刊行され、そのほかに書籍を4冊（芒克、北島、江河 (詩人)の詩と、艾珊 (北島のペンネーム) の小説) 出版した。また1979年には詩の朗読会も開催し、初の非公式画家グループ「星星画会」の展覧会を2回開いた。
1990年、『今天』は北島を編集長に海外で復刊され、当初はノルウェーのオスロで、続いてスウェーデンのストックホルム、米国ニューヨークを経て、香港で編集されている。現在は冊子体の他にオンラインジャーナルもあり、中国語で書かれている。

## 歴史

### 前史
文化大革命により中国の多くの青年は辺鄙な農村に送り込まれていた。青年たちは冬の農閑期に北京で再会し、書物や意見の交換をして次第に様々なサロンが形成されていった。こうして1960年代末から70年代初めにかけて、北京の地下文壇が形成されていった。そこでは匿名の作家たちの、特に詩作品がこうしたサロンで流布されるようになった。1973年から74年にかけて、多くのサロンが警察の取り締まりにより閉鎖されていったが、作家たちは引き続き書き続け、作品は流布していった。

### 創刊から停刊まで
文化大革命が終息した後の1978年北京で、詩人の芒克と北島、画家の黄鋭の3人の発起により『今天』が生まれ、12月23日に創刊号が出版された。内容は詩が最も多く、他に小説、戯曲、評論などが掲載された。毎号1000部が謄写版で印刷され、そのうち数部が大学、政府機関、出版社や民主の壁など公衆の集まるところへ貼りだされた。発刊の辞には「歴史はついにわれらに機会を与え、われらの世代が十年もの間胸中に秘めてきた歌を声をあげて歌える時がきた」と書かれた。当時民主の壁には複数の文芸誌が貼りだされていたが、『今天』は文学的内容と質において群を抜き、影響が大きかった。
1979年2月26日に第2号、4月1日第3号（詩歌特別号）が出版された。第2号からは画家黄鋭の表紙絵が使われるようになった。4月8日には第1回詩歌朗読会を開催し400人が参加した。続いて6月20日第4号、9月初めに第5号が出版された。さらに9月27日には第1回「星星美術展」開催を支援したが、29日に北京市当局の取り締まりにあい、展示品が差押えられた。これに抗議し10月1日に集会とデモを挙行。7日には創刊号を1500部重刷した。創刊号の英文タイトルは「The Moment」であったのを、重刷に際し第2号からの「Today」に揃えた。21日第2回詩歌朗読会開催し、1000人が参加、12月末には第6号を出版した。
1980年1月末に、『今天』叢書1として芒克詩集『思い』を出版（各叢書1000部）した。続いて2月に『今天』第7号（短編小説特集）、4月に『今天』第8号（詩歌特集）と、叢書2として北島詩集『見知らぬ海浜』を出版。6月に叢書3として江河詩集『ここより始まる』出版。7月に『今天』第9号、8月に叢書4として、艾珊 (北島のペンネーム) の中編小説『波動』を出版。さらに8月20日から9月4日まで開催の第2回「星星美術展」を支援するなど活動を広げていた。しかし9月12日北京市公安局は未登録の刊行物は出版できないと、『今天』の停刊を命令した。編集部は『今天』の登録申請のために奔走し、「今天文学研究会」を設立して『文学資料』を1から3まで発行した。しかし12月末に北京市公安局が一切の活動中止を通告した。

### 停刊から復刊まで
『今天』の活動は中止されたが、その後各地で地下文芸誌が刊行され、1987年には厳力がニューヨークで『一行』詩社を起こした。1989年の天安門事件後も芒克らにより地下出版は続いた。一方で北島、楊煉、多多らは海外に去り、それ以前に厳力、江河、顧城は海外に移っていた。そしてノルウェーのオスロで北島を中心に1990年春から編集準備を進め、8月に『今天』を復刊した。
『今天』の編集部はオスロからストックホルム、ニューヨークへと移った。7人の編集委員は欧米の7か所に分散し、印刷は8番目の香港で行われた。詩作品の大部分は中国国内から寄せられたもので、そのほかに西洋の現代詩の翻訳紹介も掲載された。日本での販売代理は当初是永駿が担当していたが、1995年からは神田神保町の内山書店に替わった。
1997年に『今天』第1号から第9号までが、京都の中国文藝研究会から覆刻出版された。

### 20周年記念会
1998年12月、「日中国際芸術祭─『今天』20周年記念・詩とアートの夕べ」が東京の浜離宮朝日ホールで開催され、『今天』発起人の北島（米国在住）、芒克（北京在住）、黄鋭（東京在住）が招かれた。日本の詩人谷川俊太郎、白石かずこ、吉増剛造、大岡信も登壇してそれぞれ詩を朗読した。

### 30周年記念会
2009年春の『今天』第84号は、「30周年記念号」として出版され、1978年から2008年までの年譜も掲載された。同年12月には『今天』30周年記念会が香港で開催された。『30周年記念集』が出版され、1997年に中国文藝研究会が覆刻した『今天』1-9号を新たに翻刻したものも出版された。

### 40周年記念会
2018年には40周年を記念し北島と鄂復明が編集した『今天四十年』が、オックスフォード大学出版会から出版された。また同年冬の『今天』120号は、本文の他に「今天40周年記念文集」が掲載され、北島の編者の言葉、『今天』年譜も掲載された。12月には香港で40周年記念会が開催された。

### 復刊後の『今天』
1990年に復刊されてからは、『今天』は年に4回発行を継続している。冊子体のほかに、ウェブサイトからも内容を公開している。2009年秋の86号からは、編集部が香港に移った。編集長は創刊号から一貫して北島が務めている。

## 評価
1997年に『今天』第1号から第9号までを覆刻した京都の中国文藝研究会は、その前書きで『今天』は単なる文芸同人誌ではなく、1979年から80年の中国民主化運動の高揚と連動する中で、言論統制に反旗を翻し、表現の自由と想像力の解放を勝ち取ろうとして生まれた、と記している。
中国文学者の是永駿は、「『今天』は厳しい言論統制に叛旗をひるがえし、モダニズム詩の、というよりは詩そのものの復権を果たした。言論統制の闇を切り裂いて登場し、詩の言葉と想像力の解放の礎を築いたこの文学雑誌が現代詩のみならず中国の文学芸術全般に与えた衝撃は計り知れない」と記した。

## 日本語への翻訳
- 是永駿編訳『北島(ペイ・タオ)詩集』 土曜美術社, 1988年 （世界現代詩文庫 ; 13）ISBN 4-88625-161-7 (初期作品～「白昼夢」1986までを収録)
- 財部鳥子, 穆広菊編訳『億万のかがやく太陽 : 中国現代詩集』 書肆山田, 1988年 NDLID 000001965433[22]
- 財部鳥子ほか訳編『現代中国詩集 = China mist』 思潮社, 1996年（海外詩文庫 ; 7）ISBN 4-7837-2506-3 (北島、舒婷、顧城、芒克、楊煉、江河、田暁青（中国語版）、食指、方含、厳力、多多の作品を収録)
- 是永駿編訳『北島(ペイタオ)詩集』 書肆山田, 2009年 ISBN 978-4-87995-758-0